# Papa Clement al III-lea
Papa Clement al III-lea (n. 1124, Roma, Statele Papale – d. 20 martie 1191, Roma, Statele Papale), pe numele său Paolo Scolari, a fost ales  Papa al Romei la 19 decembrie 1187 și a deținut această funcție până la moartea sa la data de 10 aprilie 1191.
1. 1 2  BeWeB, accesat în 14 februarie 2021
2. ↑  Catholic-Hierarchy.org, accesat în 15 octombrie 2020
3. ↑  Mirabile: Archivio digitale della cultura medievale